# Système cristallin monoclinique

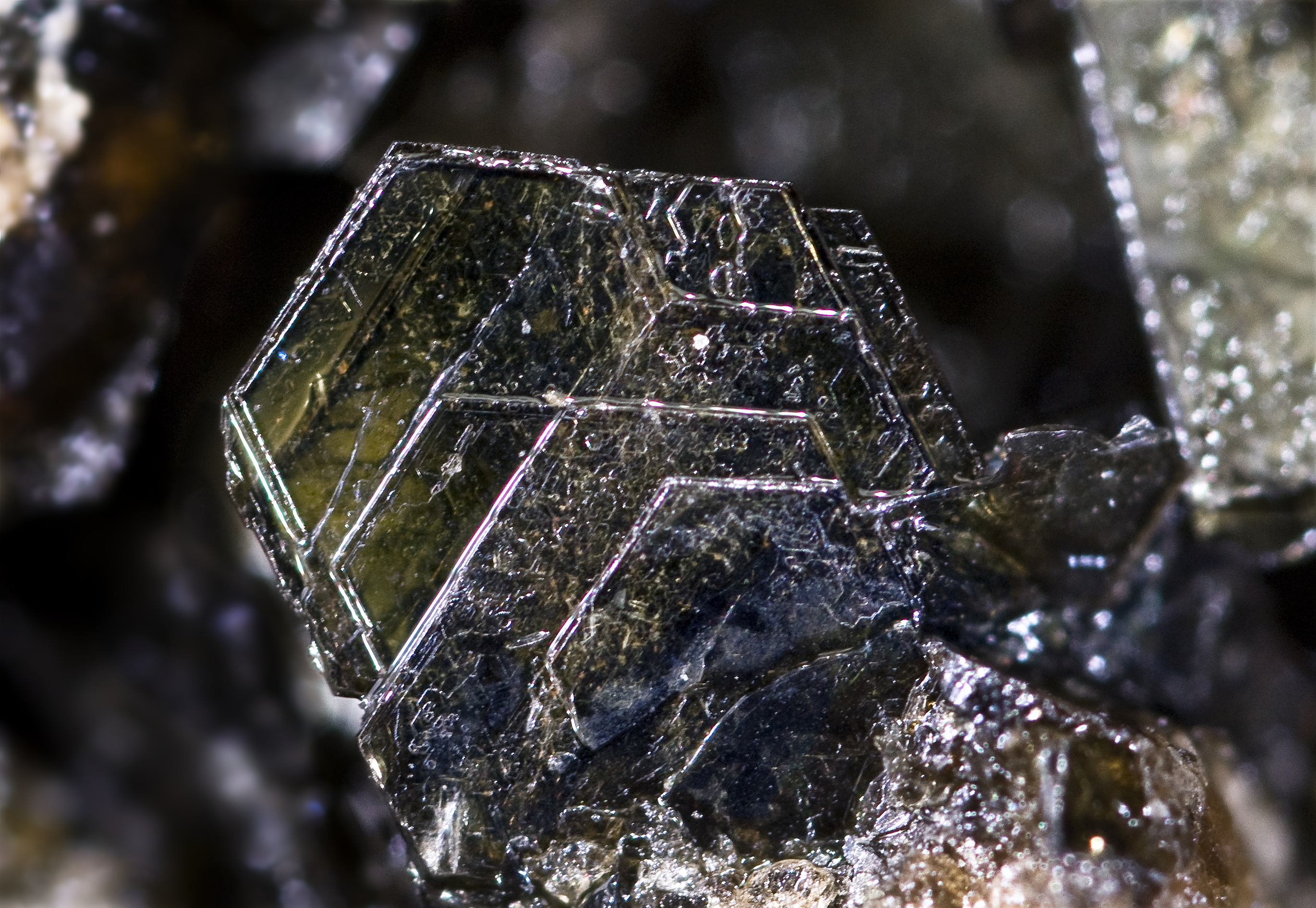
Biotite du mont Somma, en Italie.

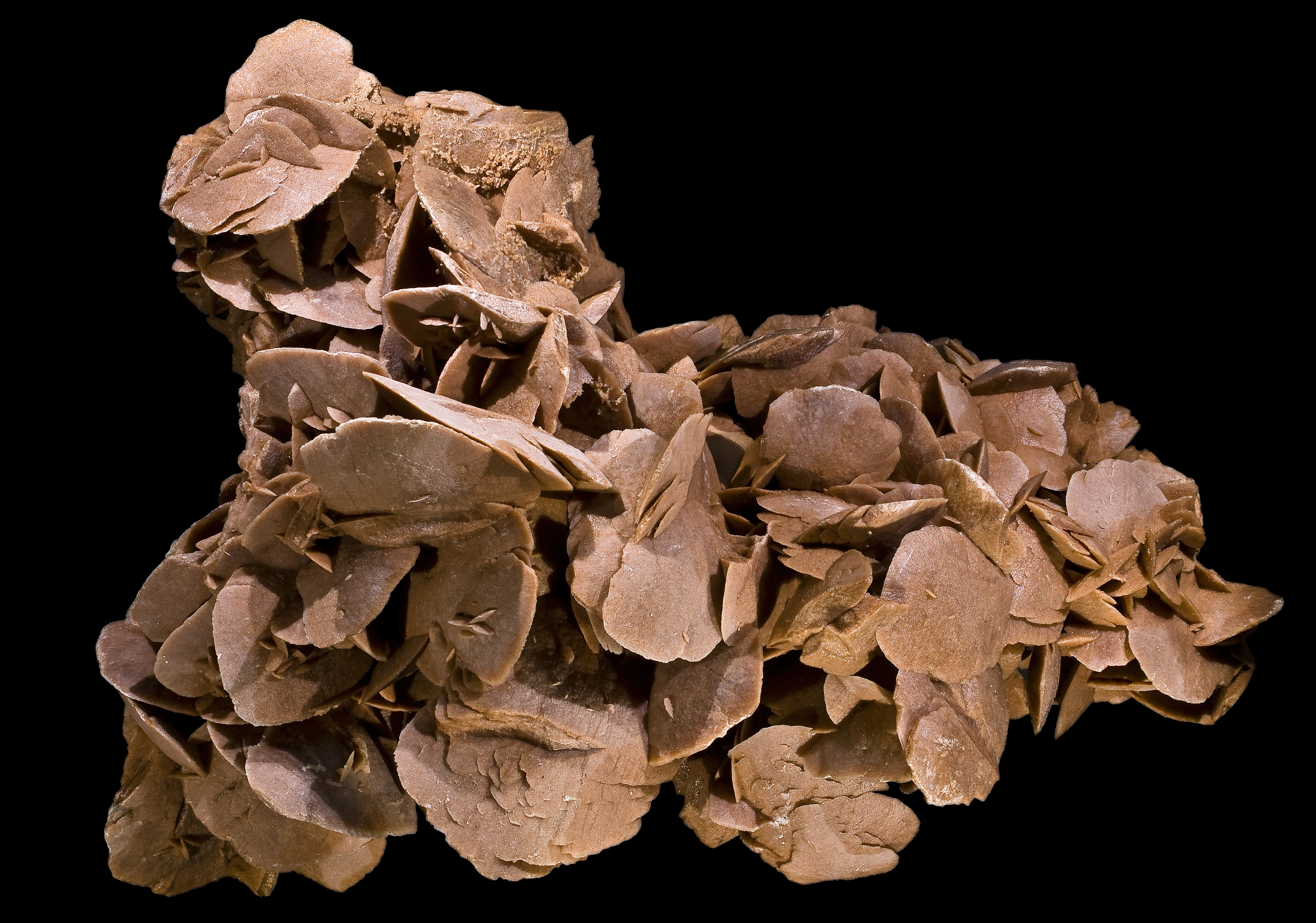
Rose des sables de Tunisie.

En cristallographie, le système cristallin monoclinique est l'une des sept catégories de classement des cristaux dans l'espace tridimensionnel sur la base de leurs symétries morphologiques et de leurs propriétés physiques. Il regroupe les cristaux de symétries 2, m et 2/m, selon la notation d'Hermann-Mauguin, et repose sur le système réticulaire monoclinique, dont la maille a des paramètres cristallins a ≠ b ≠ c comme dans le système triclinique, mais avec les angles α = γ = 90° et β ≠ 90°.
| Réseau de Bravais  | Monoclinique primitif | Monoclinique à base centrée |
| ------------------ | --------------------- | --------------------------- |
| Symbole de Pearson | mP                    | mS                          |
| Maille cristalline | Monoclinique primitif | Monoclinique à base centrée |

Un cristal monoclinique se distingue :
- soit par la présence d'un axe de symétrie : axe de rotation ou axe hélicoïdal ;
- soit par la présence d'un plan de symétrie : miroir (plan de réflexion) ou miroir translatoire ;
- soit par la présence d'un axe de symétrie perpendiculaire à un plan de symétrie.

Il n'existe qu'une seule direction de symétrie dans le cristal monoclinique, qui est parallèle à l'axe ou perpendiculaire au plan de symétrie. La symétrie impose que le réseau de Bravais d'un cristal monoclinique ait au moins deux angles droits ; toute autre spécialisation métrique n'est pas imposée par la symétrie mais peut se réaliser dans certains intervalles de température et pression.
Les groupes ponctuels de symétrie appartenant au système monoclinique sont 2, m et 2/m.

## Classes cristallines

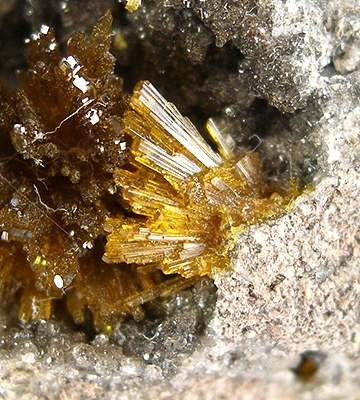
Uranophane de la mine d'uranium de Rössing, en Namibie.

Le tableau ci-dessous donne les numéros des groupes d'espace des tables internationales de cristallographie du système cristallin monoclinique, les noms des classes cristallines, les notations Schönflies, internationales, orbifold (en) et Coxeter (en) des groupes ponctuels, des exemples, le type et les groupes d'espace.
| N°    | Groupe ponctuel | Groupe ponctuel  | Groupe ponctuel | Groupe ponctuel | Groupe ponctuel | Exemple         | Type                       | Groupes d'espace | Groupes d'espace |
| N°    | Nom (Groth)     | Schön.           | Intl            | Orb. (en)       | Cox. (en)       | Exemple         | Type                       | Primitif         | À base centrée   |
| ----- | --------------- | ---------------- | --------------- | --------------- | --------------- | --------------- | -------------------------- | ---------------- | ---------------- |
| 3-5   | Sphénoïdique    | C2               | 2               | 22              | [2]+            | Joaquinite-(Ce) | Énantiomorphe polaire (en) | P2, P21          | C2               |
| 6-9   | Domatique       | C1h (= C1v = Cs) | 2 = m           | *11             | [ ]             | Hilgardite      | Polaire (en)               | Pm, Pc           | Cm, Cc           |
| 10-12 | Prismatique     | C2h              | 2/m             | 2*              | [2,2+]          | Gypse           | Centrosymétrique           | P2/m, P21/m      | C2/m             |
| 13-15 | Prismatique     | C2h              | 2/m             | 2*              | [2,2+]          | Gypse           | Centrosymétrique           | P2/c, P21/c      | C2/c             |